# Laboratoire maritime de Saint-Vaast-la-Hougue
Das Laboratoire maritime de Saint-Vaast-la-Hougue war eine Forschungsstation in Saint-Vaast-la-Hougue (Cotentin). Sie wurde von dem französischen Zoologen und Anatom Edmond Perrier (1844–1921) im Jahre 1885 zum Studium mariner Organismen gegründet.

## Geschichte
Saint-Vaast-la-Hougue zog schon lange die Aufmerksamkeit der Naturforscher auf sich. Bereits seit dem Jahre 1831 kamen Wissenschaftler, angezogen durch die Meeresfauna und -flora, aus ganz Frankreich (etwa Henri Milne-Edwards oder Victor Audouin) und auch aus dem Ausland dorthin.
Zu Anfang waren die Forschungsausrüstung und Labors in den Räumlichkeiten eines Hotels in Saint-Vaast-la-Hougue untergebracht.
In der Bucht von Saint-Vaast-la-Hougue, vor der Ostküste der Halbinsel Cotentin im Département Manche in der Normandie, liegt eine kleine Insel, die Île Tatihou.
In einer Sitzung vom 31. Januar 1888 genehmigte der Fachbereichsrat des Naturhistorischen Museums von Paris (Muséum national d’histoire naturelle de Paris) die Einrichtung eines laboratoire de zoologie maritime in der ehemaligen Quarantänestation auf der Ärmelkanal-Insel Tatihou.
Dort wurde dann seit dem 16. Juli 1888 durch das Muséum national d’histoire naturelle Paris in den Gebäuden der ehemaligen Quarantäne-Station eine regelrechte Forschungsstation betrieben.
Im Mai 1720 kam die Pest zum letzten Mal nach Europa, möglicherweise über ein Schiff eingeschleppt, bei dessen Abfertigung die Quarantänebestimmungen nicht korrekt angewandt worden waren. Die Seuche verbreitete sich von 1720 bis 1722 über Marseille und die Provence. Die Pest von Marseille löste überall in Europa weitergehende Maßnahmen aus. Der französische König Ludwig XV. sah sich veranlasst, im Jahre 1721 auf der Insel Tatihou eine Quarantäne-Station erstellen zu lassen. Diese wird dann um 1840 als solche aufgegeben und der oben beschriebenen Funktion zugeführt.
Vom Beginn des Ersten Weltkriegs an wurde auf der Insel Tatihou ein Internierungslager für österreichisch-deutsche Kriegsgefangene organisiert. Ein Teil des Laborpersonals wurde mobilisiert, so dass keine wissenschaftlichen Tätigkeiten im Laboratorium mehr möglich waren. Lokale Objekte und Boote wurden von den militärischen Behörden requiriert (le Tic-Tac, Motorboote etc.) und erst 1919 wieder freigegeben.

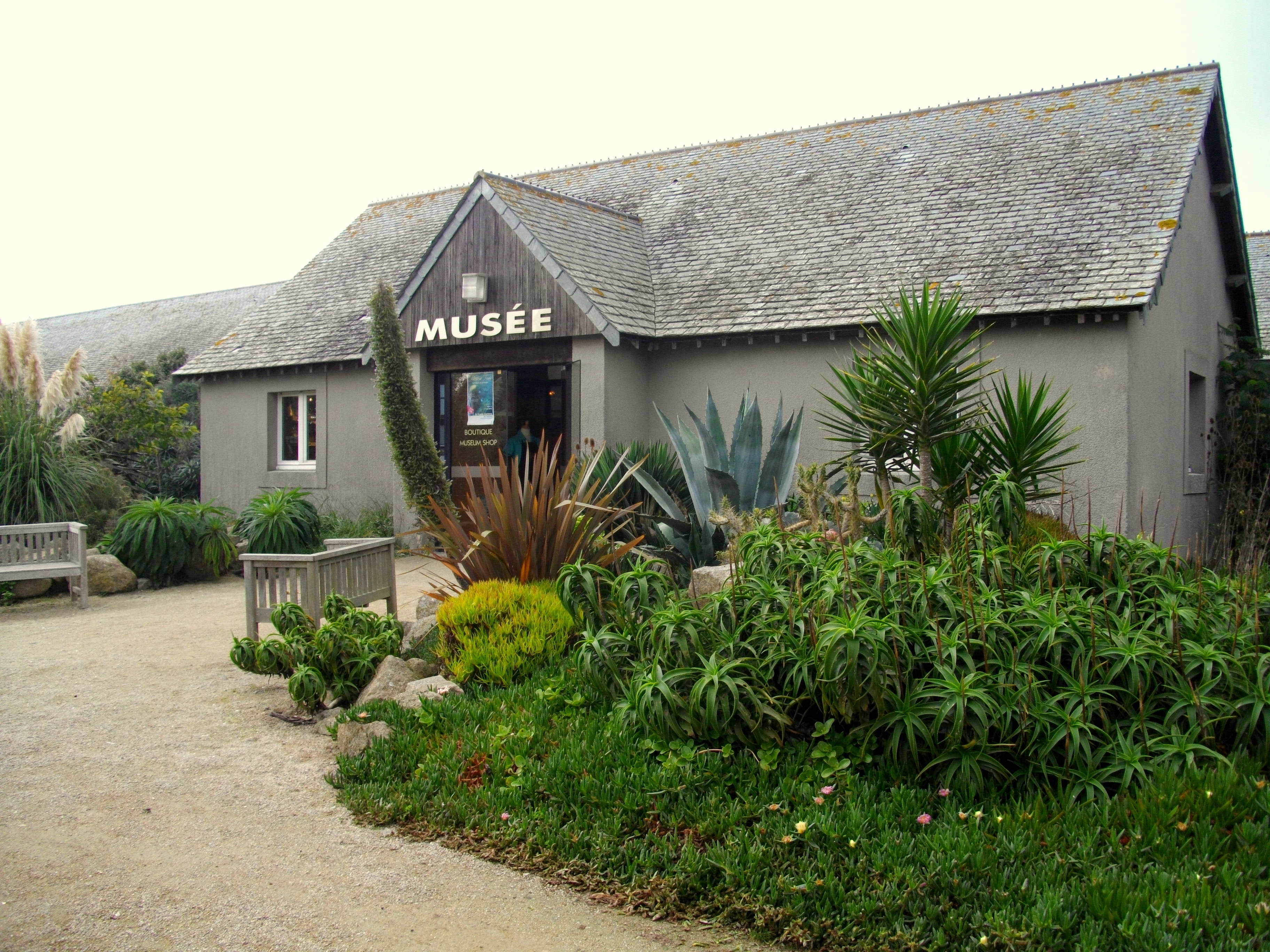
Musée maritime de l’Île Tatihou

Im Jahr 1925 wurde die Forschungseinrichtung auf Tatihou dem Laboratoire maritime du museum d'histoire naturelle a Saint Servan und später dem Laboratoire maritime de Dinard übertragen, um dann letztlich vom Jahre 1948 bis zu seiner Schließung im Jahre 1984 zu ein Rehabilitations-Zentrum um- und ausgebaut zu werden.
Am 5. Juni 1992 eröffnete das Maritime-Museum Musée maritime de l’Île Tatihou auf der Insel Tatihou anlässlich des dreihundertjährigen Jubiläums der Schlacht von La Hougue. Es ist in einem Gebäude der ehemaligen Quarantänestation im vorgelagerten Fort de l’Ilet untergebracht am Hafen von Saint-Vaast-la-Hougue.